# براندون أوستين
براندون أوستين (بالإنجليزية: Brandon Austin)‏ هو لاعب كرة قدم بريطاني في مركز حارس المرمى، ولد في 7 يناير 1999 في هيميل هيمبستيد ‏ في المملكة المتحدة.

## وصلات خارجية
- براندون أوستين على موقع الاتحاد الأوربي (الإنجليزية)
- براندون أوستين على موقع الدوري الأمريكي (الإنجليزية)
- براندون أوستين على موقع قاعدة بيانات كرة القدم.إي يو (الإنجليزية)
- براندون أوستين على موقع Soccerway.com (الإنجليزية)